# Cuộc săn lùng
The Hunt (tiếng Đan Mạch: Jagten) là một bộ phim tâm lý Đan Mạch năm 2012 do Thomas Vinterberg đạo diễn cùng với Mads Mikkelsen đóng vai nam chính. Câu chuyện lấy bối cảnh một ngôi làng nhỏ ở Đan Mạch khi sắp tới Giáng Sinh, ở đấy, một người đàn ông bị cô lập bởi những người xung quanh vì bị hiểu lầm là lạm dùng tình dục một đứa trẻ. Bộ phim được trình chiếu tại Liên hoan phim Toronto 2012 và là ứng viên giải Cành cọ vàng tại Liên hoan phim Cannes 2012, cũng tại Cannes 2012 Mads Mikkelsen đã giành giải Nam diễn viên chính xuất sắc nhất cho vai diễn của mình. Ngoài ra nó còn được đề cử giải Oscar lần thứ 86 cho hạng mục Phim nói tiếng nước ngoài xuất sắc nhất, giải Quả cầu vàng lần thứ 71.

## Nội dung
Lucas là một người trông trẻ một ngôi làng nhỏ ở Đan Mạch sau khi trường trung học ông dạy đóng cửa. Ông đã ly dị vợ và giành quyền sống với cậu con trai Marcus. Lucas thích vui đùa với trẻ em và có một tình yêu mới từ cô bạn đồng nghiệp, cũng là một người ở trại trẻ nơi ông làm việc. Người dân trong làng đầu quen biết với nhau và đều là bạn của nhau. Họ đang đón chờ Giáng Sinh sắp đến.
Cuộc sống yên bình bị phá hoại khi Lucas bị buộc tội lạm dụng tình dục Klara, con gái của Theo bạn thân của Lucas. Trong một lần giận Lucas, Klara đã làm cho cô hiệu trưởng Grethe hiểu lầm là Lucas cho cô bé xem dương vật của mình. Cô hiệu trưởng không tin bèn nhờ người bạn Ole hỏi lại Klara và câu trả lời vẫn như vậy. Grethe bèn gọi tất cả phụ huynh có con nhỏ đang ở nhà trẻ đến thông báo về việc của Klara và nghi ngờ Lucas cũng làm vậy với đa số đứa trẻ khác. Các triệu chứng được nêu lên và các phụ huynh tin rằng Lucas đã lạm dụng tình dục với con mình.
Cuối cùng, Lucas bị kết tội như một kẻ ấu dâm, bị xa lánh, bị khinh bỉ. Ông chia tay người yêu và không được gặp con trai. Đau đớn nhất là kết thúc tình bạn với Theo, Theo đã cố thông cảm cho Lucas nhưng do cơn giận quá mức của vợ, nỗ lực đó bất thành. Marcus trốn mẹ đến ở với cha được một thời gian đến khi chú chó Fanny của họ bị giết chết, ông đành buộc phải gửi con trai về với mẹ. Lucas cũng không được mua đồ tại siêu thị nên đã đánh nhân viên ở đó để được mua thức ăn.
Vào đêm Giáng Sinh khi tất cả mọi người đều tập trung trong nhà thờ làng, Lucas đã khóc khi thấy Klara cùng những đứa trẻ hát bài hát mừng Giáng Sinh. Ông và Theo đã có một cuộc tranh cãi, ông muốn chứng minh cho Theo thấy mình không làm gì cả, Theo đã bắt đầu tin bạn tuy nhiên vẫn chưa hẳn. Vào tối hôm đó, Klara đã nói với cha là Lucas hoàn toàn không có lỗi, chính cô bé mới nói dối. Theo tin con gái lập tức đến nhà Lucas. Cả hai đã có một khoảng thời gian ngắn đối mặt với nhau.
Một năm sau đó, mọi chuyện đã lắng xuống, Marcus được gia nhập vào hội săn bắn của làng. Lucas đã tìm lại được tình yêu cho mình. Nhưng, khi ông đang đi săn trong rừng thì một phát súng bay ngang qua gần như trúng đầu ông. Lucas không nhìn thấy người bắn do ánh sáng mặt trời che khuất. Đó dường như là lời nhắc nhở với Lucas rằng ông sẽ không bao giờ chứng minh được mình vô tội và vết nhơ này sẽ theo ông suốt phần đời còn lại.

## Diễn viên
- Mads Mikkelsen vai Lucas
- Thomas Bo Larsen vai Theo
- Alexandra Rapaport vai Nadja
- Annika Wedderkopp as Klara
- Susse Wold vai Grethe
- Lars Ranthe vai Bruun
- Anne Louise Hassing vai Agnes
- Ole Dupont vai Godsejer / Advokat

## Sản xuất
Bộ phim được sản xuất bởi Zentropa với chi phí 20 triệu kroner Đan Mạch, hỗ trợ sản xuất từ Film i Väst của Thuỵ Điển và Zentropa International Sweden. Và các nhà hỗ trợ Danish Film Institute, DR, Eurimages, Nordisk Film & TV Fond, the Swedish Film Institute, Sveriges Television and the MEDIA Programme.

## Công chiếu
Bộ phim được chiếu vào ngày 20 tháng 5 năm 2012 ở Liên hoan phim Cannes, và là bộ phim nói tiếng Đan Mạch đầu tiên được tranh giải kể từ năm 1998. Mads Mikkelsen đã giành giải Nam diễn viên chính xuất sắc nhất tại Liên hoan phim Cannes. Hãng Nordisk phát hành nó ở Đan Mạch vào ngày 10 tháng 1 năm 2013. Bộ phim được phát hành đĩa DVD và Blu-ray vào ngày 7 tháng 5 năm 2013.

## Phản ứng từ giới chuyên môn
Bộ phim nhận được 93% phản ứng tích cực ở trang Rotten Tomatoes từ 122 nhà phê bình phim.